# Motorola Droid Pro
Motorola Droid Pro — смартфон, производимый компанией Motorola. Презентация гаджета состоялась 18 ноября 2010 года. Он продается с подключением к сотовому оператору Verizon Wireless. С 5 июня 2011 года доступен под названием Motorola XPRT (с подключением к американскому сотовому оператору Sprint). Смартфон разработан только для американского рынка, где и продается. Motorola позиционирует девайс как бизнес решение для деловых людей.
Droid Pro обладает 3.1 дюймовым touchscreen дисплеем вкупе с полноценной QWERTY клавиатурой, 5-мегапиксельной задней камерой с функцией автофокуса и LED-подсветки. Благодаря 3G связи смартфон можно использовать в 120 странах, где на данный момент работает 3G соединение. Кроме этого, гаджет может служить беспроводной точкой доступа и распределять доступ к интернету между другими 5-ю девайсами, подключенными к нему.